# 黒田一誠
黒田 一誠（くろだ かずのぶ）は、江戸時代中期の筑前福岡藩大老。三奈木黒田家の第6代当主。

## 家系
三奈木黒田家は、荒木村重の家臣・加藤重徳の次男で、黒田孝高の養子となった黒田一成に始まる家。知行は1万6205余石で、家老上席、大老を世襲する。5代一利の生母は秋月藩主黒田長興の娘勝子で、以後の子孫は黒田長政の子孫となる。代々和歌や漢詩などに秀でた当主が多い。

## 生涯
正徳3年（1714年）、福岡藩大老黒田一利の子として生まれる。享保19年（1734年）5月、父一利が隠居し家督と知行1万6205石を相続、9月に通称を「源左衛門」から「美作」に改める。
宝暦4年（1754年）5月、先年の家老吉田保年失脚が一誠の讒言によるとされ、藩主継高より隠居を命じられた。その背景には、藩政改革を進めた吉田保年と継高の寵臣郡英成の対立があった。一誠は隠居領800石を与えられ、通称を「三左衛門」に改め、のち「適斉」と号した。家督は、嫡男の玉松（一興）が相続した。
天明7年（1787年）5月2日死去。享年74。

## 人物・逸話
冷泉為村に師事した歌人で、福岡藩士・石松元啓が編纂した「山里和歌集」に一誠作の和歌が収録されている。また、安永年間（1772年から1781年）に、福岡藩士加藤一純によって編集された和文集「抹桑残玉集」（宮内庁書陵部蔵）に、一誠作の「長崎紀行」が収録されている。

## 参考サイト
- 扶桑残玉集 (第26冊) - 宮内庁書陵部所蔵資料目録・画像公開システム
- 黒田一誠 - 國學院大學デジタル・ミュージアム国学関連人物データベース[リンク切れ]